# Liophidium vaillanti
Liophidium vaillanti — вид змій родини Pseudoxyrhophiidae. Ендемік Мадагаскару. Вид названий на честь французького герпетолога Леона Вайяна.

## Поширення і екологія
Liophidium vaillanti нерівномірно поширені в центральних, західних і південних районах острова Мадагаскар. Вони живуть в сухих листяних лісах, в напівпустельних чагарникових заростях та в дуже сухих кам'янистих місцевостях масиву Ісалу.